# Idioma galo
El idioma galo fue una lengua perteneciente al grupo de las lenguas celtas de la familia indoeuropea. Fue hablada en el área de la antigua Galia por los pueblos galos, antes de que el latín vulgar de finales del Imperio romano se impusiera en esas tierras. El idioma se conoce gracias a unos cientos de inscripciones en piedra, cerámica u otros artefactos y monedas, así como en láminas de plomo (y en una ocasión de cinc). Estos se encuentran por toda la antigua Galia, es decir, especialmente en la actual Francia pero también en partes de Suiza, Italia, Alemania y Bélgica.
El galo se agrupa junto con el celtíbero, lepóntico y gálata como lenguas celtas continentales.

## Historia
El galo fue en su momento una de las lenguas más extendidas por la Europa pese a ser una lengua muerta al día de hoy, dada la extensión de los pueblos celtas en el continente antes de la conquista romana de la práctica totalidad de sus territorios. Se baraja de hipótesis de que las lenguas célticas continentales, si bien no formaran una lengua unificada, sí debían ser altamente inteligibles entre sí, dada la uniformidad de los topónimos de origen celta a lo largo de Europa. Así, el lepóntico, es en ocasiones llamado galo cisalpino dada su similitud con este y el gálata, según San Jerónimo en sus escritos, era muy similar al galo de Tréveris.
Se estima que el galo sobrivivió al menos hasta el siglo V o siglo VI d. C.

## Escritura
El conocimiento que se dispone del galo hoy en día es obtenido de diversas fuentes, como son palabras, nombres de persona y tribus y topónimos a partir de fuentes latinas y griegas o préstamos adoptados por el francés, pero especialmente se debe a cientos de inscripciones encontradas. Sin embargo, éstas suelen componerse únicamente de pocas palabras, normalmente antropónimos, dentro de frases estereotipadas y muy fragmentadas. Aun así, el galo es la lengua celta continental de la que más evidencia escrita se tiene. A lo largo de su historia se escribió tanto en alfabeto latino como en griego o etrusco (alfabeto de Lugano).
Se conservan cerca de un centenar de inscripciones en galo que comprenden desde el siglo III a. C., pero la mayor parte del material proviene del I a. C., y aunque no haya inscripciones hay testimonios de haberse hablado hasta el siglo IV d. C. La mayoría de las inscripciones tienden a ser sencillas, lo cual en general facilita su interpretación.
Así mismo, hay tres extensas inscripciones en piedra, dos de ellas son bilingües, en galo y latín: la inscripción funeraria de Todi (Umbría) y la dedicatoria de Vercelli (Piamonte oriental). Estas inscripciones datan aparentemente de un tiempo en el que la influencia política y lingüística de Roma ya era considerable en el norte de Italia (siglo III a. C. o posterior). 
Entre los años 70 y mediados de los 80 se encontraron otras tres inscripciones en alfabeto latino cursivo de gran longitud pero difícil interpretación; uno era el fragmentario Plato de Lezoux, de unas 50 palabras, que parece contener una lista de máximas morales; otra es la placa de pizarra de Chamaliéres, con algo más de 50 palabras pertenecientes a principios del siglo I d. C.; y por último otra inscripción también en pizarra, encontrada en L'Hospitalet-du-Larzac, de aproximadamente 200 palabras y datada alrededor del 100 d. C., que incluye imprecaciones mágicas. 
El alfabeto latino (tanto el monumental y cursiva) que se usaba en la Galia romana era:
ABCDÐEFGHIKLMNOPQRSTUVXZ
abcdðefghiklmnopqrstuvxz
G y K se usaban en ocasiones de forma indistinta. Ð, ð, ds y s puede que representaran ts. X, x representa [χ] o /ks/. EV se puede intercambiar junto con OV (e.g. L-3, L-12). Q se usa en raras ocasiones (por ejemplo, Sequanni, Equos) y puede que fuera un arcaísmo. Ð y ð eran usadas para representar la letra Tau Gallicum, que no se ha añadido todavía al Unicode. En contraste con Ð la barra central se extiende por todo el glifo. Las inscripciones en este alfabeto proceden del período posterior a la conquista de la Galia por César (52 a. C.) y se han encontrado especialmente en la zona central de la actual Francia. A unas 15 inscripciones breves en piedra, principalmente monumentos funerarios y dedicatorias, hay que sumar el calendario de Coligny, una  placa de bronce, preservado en 73 fragmentos que originalmente eran de 1,48 m de ancho y 0,9 m de alto, siendo probable que su origen date del final del siglo II.

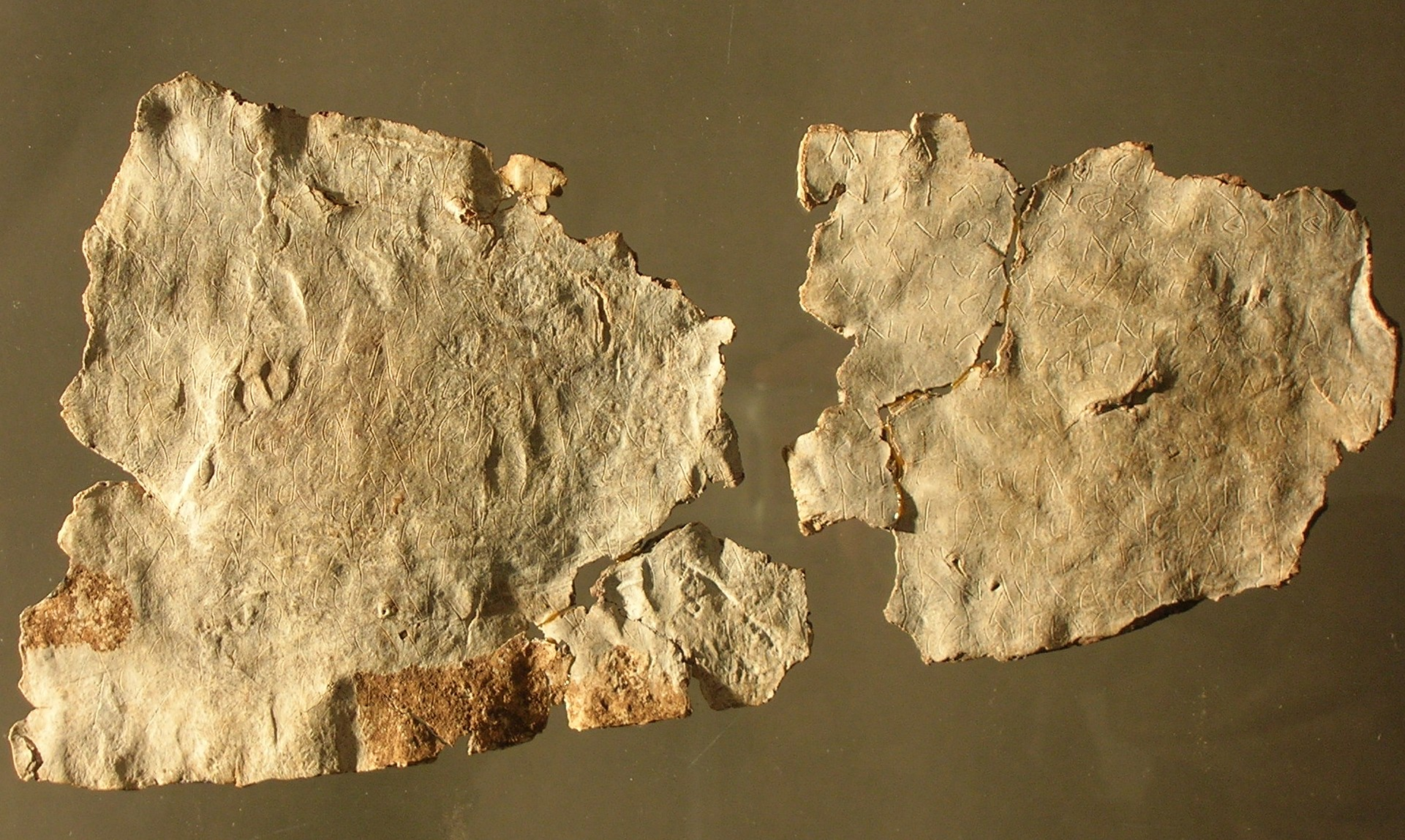
Inscripción en el plomo de Larzac, Museo de Millau. La inscripción en empieza: In-sinde se—: bnanom bricto n,—eainom anuana sanander na:—brictom uidlaias uidli[..] tigontias so. / Aquí: un conjuro mágico de la mujer, sus nombres especiales mágicos infernales, el conjuro mágico de un profeta que creó esta profecía.

El alfabeto griego oriental usado en la Galia Transalpina era:
αβγδεζηθικλμνξοπρστυχω
χ se usa para [χ], θ para ts, ου para /u/, /ū/, /w/, 
η y ω tanto para la /e/, /ē/ corta y larga, /o/, /ō/, mientras que ι es para la /i/ corta y ει para /ī/. Hay que notar que Sigma en el alfabeto griego oriental se parece a una C (sigma lunada). Este alfabeto se usó sobre todo en región de Marsella, área antiguamente colonizada por los griegos. 
El alfabeto de Lugano, una variante del etrusco, usado en la Galia Cisalpina para el lepóntico era:
AEIKLMNOPRSTΘUVXZ
El alfabeto de Lugano no distingue entre las oclusivas sordas y sonoras, es decir, P representa /b/ o /p/, T vale para /t/ o /d/, K para /g/ o /k/. Z representa probablemente ts. U /u/ y V /w/ se distinguen. Θ se usaba probablemente para /t/ y X para /g/. En este alfabeto se han encontrado seis inscripciones en el norte de Italia.

## Características lingüísticas

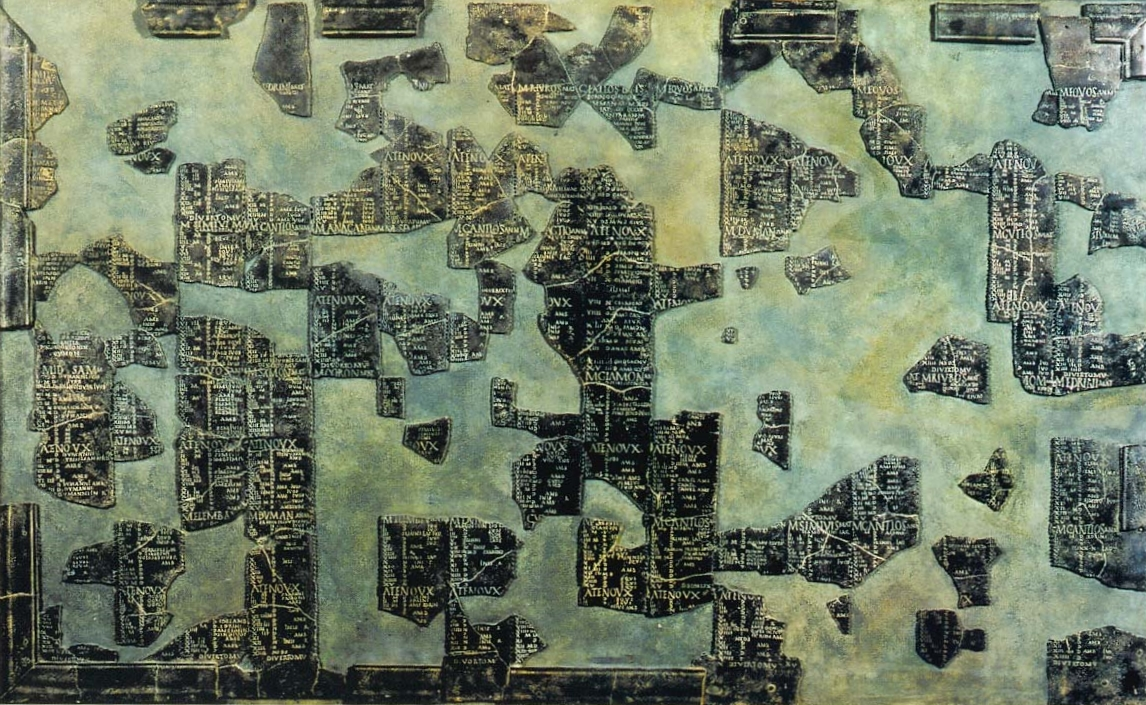
Vista de la placa del Calendario de Coligny reensamblada.

Como se mencionó anteriormente, la mayor parte del conocimiento que se tiene hoy en día del galo se debe a inscripciones variadas, pero también a topónimos, antropónimos y glosas de vocabulario en galo testimoniado por autores clásicos. De este modo se conocen unas 1000 palabras, a se pueden añadir otras reconstruidas a través de palabras célticas británicas y gaélicas, así como otras lenguas indoeuropeas todo nuestro corpus; en total se puede afirmar que el vocabulario galo conocido supera las 5000 palabras, siendo la lengua celta extinta mejor acreditada.

### Fonología
Vocales
El sistema vocálico del galo distingue cinco timbres y dos grados de cantidad:
|                               | anteriores (palatales) | centrales | posteriores (velares) |
| ----------------------------- | ---------------------- | --------- | --------------------- |
| cerradas (de abertura mínima) | i, ī                   | -         | u, ū                  |
| medias (de abertura media)    | e, ē                   | -         | o, (ō)                |
| abiertas (de abertura máxima) | -                      | a, ā      | -                     |

Consonantes
Por otra parte el sistema consonántico sería más o menos el siguiente:
|                   | labiales | alveolares | palatales | velares |
| ----------------- | -------- | ---------- | --------- | ------- |
| oclusivas sordas  | p        | t          |           | k       |
| oclusivas sonoras | b        | d          |           | g       |
| africadas         |          | ts         |           |         |
| fricativas        |          | s          |           | -       |
| nasales           | m        | n          |           | -       |
| líquidas          | -        | r, l       |           | -       |
| Semivocales       | w        |            | j         | -       |

Además debe tenerse presente que:
[χ] es un alófono de /k/ ante /t/.
Una de las caracteristas del galo es ser una lengua céltica-P, transformando el sonido labiovelar indoeuropeo /*kw/ se reduce a /p/:
petri - 'cuatro' (goidélico *kethir, latín quattuor).
También se puede afirmar que dentro del idioma galo había diferencias dialectales coincidiendo con la diversidad de tribus galas, pudiéndose definir el galo oriental o Volsco-Boyo, galo central, galo cisalpalpino o suroccidental, narbonense, aquitano y belga. No hay que confundir el posible dialecto galo aquitano con el idioma aquitano, sin ninguna relación. Sin embargo otras clasificaciones únicamente distinguen tres dialectos: galo transalpino, galo cisalpino y gálata (considerando a este último como un dialecto galo originalmente).

### Gramática
Como se verá a continuación, gramaticalmente el galo tiene muchas similitudes con el latín. En su morfología, el galo presenta una flexión nominal con terminaciones típicas indoeuropeas, distinguiendo normalmente siete casos: nominativo, vocativo, acusativo, genitivo, dativo-ablativo e instrumental, que funcionan de una forma muy similar a los casos latinos. 
Asimismo, al igual que en el latín existen casos aislados en algunos nombres de locativo y las declinaciones se clasifican según la terminación del nominativo. Por ejemplo, los temas en -a y en -o, comparados con el latín son los siguientes:
| Singular          | Temas en -a (Galo) | Temas en -a (Latín) | Temas en -o (Galo) | Temas en -*o (Latín) |
| Nominativo        | -a                 | -a                  | -os                | -us < *-os           |
| Vocativo          | -a                 | -a                  | -e                 | -e                   |
| Acusativo         | -in, -im           | -am                 | -on, -om           | -um < *-om           |
| Genitivo          | -as, -ias          | -ae, -as            | -i                 | -ī < -oi*            |
| Dativo - Ablativo | -ai, -i            | -ae / -ā            | -u(i) < *-oi       | -ō, (*-oi)           |
| Instrumental      | -ia                | -                   | -u                 | -                    |
| (Locativo)        | -e                 | -ae                 | -e                 | -i                   |

| Plural              | Temas en -a (Galo) | Temas en -a (Latín) | Temas en -o (Galo) | Temas en -*o (Latín) |
| Nominativo-Vocativo | -as                | -ae                 | -oi                | -ī < *-oi            |
| Acusativo           | -as' < *-ans       | -ās < *-ams         | -us', -os          | -ōs < *-oms          |
| Genitivo            | -an.om             | -ār.um              | -on                | -ōrum                |
| Dativo - Ablativo   | -abo               | -īs, -abus          | -us, -is           | -īs < *-ois          |
| Instrumental        | -ia                | -                   | -                  | -                    |

Los pronombres personales, al igual que en latín, se declinan según caso, teniendo de hecho formas similares a las latinas. En nominativo son:
|             | Singular                                 | Plural  |
| ----------- | ---------------------------------------- | ------- |
| 1.ª persona | *me                                      | sni(s), |
| 2.ª persona | *tu                                      | suis    |
| 3.ª persona | *is(masculino) si (femenino) id (neutro) | sies    |

En galo encontramos interrogativos similares a los latinos, mostrando sin embargo el cambio *kw > p.: 
pe-, 'quien' [indoeur., *kwei; latín, qui]
 *po(n), 'cuando' [indoeur., *kwo(m); latín quum > cum]
Respecto a la conjugación de verbo, las terminaciones verbales son muy similares a las del latín: 
|             | Singular | Plural     |
| ----------- | -------- | ---------- |
| 1.ª persona | -o, -mi  | -omu       |
| 2.ª persona | -s       | -etis, ete |
| 3.ª persona | -t       | -nt        |

pis.si.u.mi, 'veré' [latín, spec.ie.m],
regu, 'enderezo' [lat. rego]
gabas, 'coges' [latín, capis; irlandés, gabi-]
ratet, 'bendice'
auot, 'hace'
Su tipología lingüística es Sujeto Objeto Verbo, siendo diferente de las lenguas célticas insulares, con una tipología VSO. 
El imperativo, también al igual que en latín, se caracteriza por la ausencia de desinencia: 
da 'dá(selo)' [latín, da]
gabi, 'coge' [latín, cape].
También la voz pasiva, tal como en latín, se caracteriza por la presencia de r: 

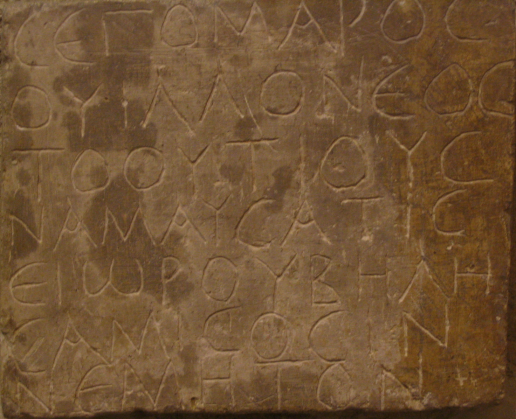
Inscripción RIG G-172 ΕΓΟΜΑΡΟ ΟΥΙΛΛΟΝΕΟ ΤΟΟΥΤΙΟΥ ΝΑΜΑΥΑΤΙ ΕΙωΡΟΥ ΒΗΛΗ ΑΜΙ ΟΙΝ ΝΕΜΗΤΟΝ "Segomaros, hijo de Uillo, toutious (líder tribal) de Namausos, dedica este santuario a Belesama".

dedor, 'es hecho'

### Léxico
Algunas de las preposiciones del galo son: 
ad 'hacia, al lado de'
ambi, 'alrededor'
ande, 'delante de'
are, [<*p(a)re], 'delante de, antes de'
au-, 'desde'
con, 'con'
de / di, 'desde (fuera de)'
eni / in, 'en'
ex, 'fuera de'
inter, 'entre'
ris [<*pris], 'por'
ro [<*pro], 'en favor de'
que coinciden casi con exactitud con las del latín: ad, amb(itus), ante, prae, ab/au, cum, de, in, ex, inter, per, pro.
Los números ordinales, obtenidos del graffiti La Graufesenque, son:
1. cintus, cintuxos (galés cynt "antes", cyntaf "primero", bretón kent "en frente", kentañ "primero", córnico kynsa "primero", irlandés antiguo céta, irlandés céad "primero")
2. allos, alos (galés ail, bretón eil, irlandés antiguo aile "otro, segundo", irlandés eile "otro")
3. tri[tios] (galés trydydd, bretón trede, irlandés antiguo treide)
4. petuar[ios] (galés pedwerydd, bretón pevare, irlandés antiguo cethramad)
5. pinpetos (galés medieval pymhet (ahora pumed), irlandés antiguo cóiced)
6. suexos (quizá confundido con suextos, galés chweched, irlandés antiguo seissed)
7. sextametos (galés seithfed, irlandés antiguo sechtmad)
8. oxtumeto[s] (galés wythfed, irlandés antiguo ochtmad)
9. namet[os] (galés nawfed, irlandés antiguo nómad)
10. decametos, decometos (galés degfed, irlandés antiguo dechmad, celtíbero dekametam)